# Alsophis sibonius
Espèce
Synonymes
- Alsophis antillensis sibonius Cope, 1879

Alsophis sibonius est une espèce de serpents de la famille des Dipsadidae.

## Répartition
Cette espèce est endémique de la Dominique.

## Taxinomie
Cette espèce était considérée comme une sous-espèce d’Alsophis antillensis, elle est aujourd’hui considérée comme une espèce distincte.

## Publication originale
- Cope, 1879 : Eleventh contribution to the herpetology of tropical America. Proceedings of the American Philosophical Society, vol. 18, p. 261–277 (texte intégral).